# Sylvain Vouillemin
Sylvain Vouillemin né le 21 mars 1910 à Charleroi, mort à Liège le 12 mai 1995 est un compositeur, pianiste et chef d'orchestre belge.

## Biographie
Sylvain Vouillemin, né le 21 mars 1910 à Charleroi, est le fils d'Albert Vouillemin, plombier, et de Julia Thonus. Il fait toutes ses études musicales au Conservatoire royal de Bruxelles où il travaille avec Fernand Quinet, Raymond Moulaert et Joseph Jongen. Il y obtient le premier prix d'harmonie pratique en 1931, le premier prix de contrepoint en 1932 et, en 1934, le premier prix de piano et de fugue.
Encore étudiant à Bruxelles, il devient professeur d'harmonie au Conservatoire de Charleroi. En 1933, il est nommé professeur d'harmonie au Conservatoire royal de Bruxelles et, en 1935, il est nommé moniteur de la classe de piano au Conservatoire royal de Bruxelles.
En 1939, il reçoit un second Prix de Rome belge pour sa cantate L'enfant prodigue et est second lauréat au Concours international Guillaume Lekeu. En 1947, le Prix César Franck du concours de composition du Conservatoire royal de Liège lui est décerné pour ses « Trois mouvements symphoniques » .
En 1947, il devient directeur du Conservatoire de Charleroi et dirige les « Concerts Symphoniques Populaires » de la ville. En 1963 il succède à Fernand Quinet à la direction du Conservatoire royal de Liège, fonction qu'il assure jusqu'en 1975, l'année de sa retraite.
Vouillemin compose dans le style de César Franck, certaines de ses créations sont influencées par l'impressionnisme. De son œuvre musicale, peu abondante mais d'une grande originalité, l'on retiendra également : L'eau, poème symphonique, des pièces chorales, quatuors à cordes, études pour piano, sonates et trois mouvements symphoniques.